# Queens Park Rangers Football Club 2023-2024
Questa voce raccoglie le informazioni riguardanti il Queens Park Rangers Football Club nelle competizioni ufficiali della stagione 2023-2024.

## Maglie e sponsor
| Casa | Trasferta |

Sponsor ufficiale: Convivia
Fornitore tecnico: Erreà

## Organigramma societario
Area direttiva
- Presidente: Amit Bhatia

Area tecnica
- Allenatore: Martí Cifuentes

## Rosa

### Rosa 2023-2024
Aggiornata al 19 settembre 2023.
| N. |                                 | Ruolo | Calciatore         |
| -- | ------------------------------- | ----- | ------------------ |
| 1  | Bosnia ed Erzegovina (bandiera) | P     | Asmir Begović      |
| 2  | Sierra Leone (bandiera)         | D     | Osman Kakay        |
| 3  | Irlanda (bandiera)              | D     | Jimmy Dunne        |
| 4  | Inghilterra (bandiera)          | C     | Jack Colback       |
| 5  | Inghilterra (bandiera)          | D     | Steve Cook         |
| 6  | Inghilterra (bandiera)          | D     | Jake Clarke-Salter |
| 7  | Inghilterra (bandiera)          | A     | Chris Willock      |
| 8  | Inghilterra (bandiera)          | C     | Sam Field          |
| 9  | Scozia (bandiera)               | A     | Lyndon Dykes       |
| 10 | Marocco (bandiera)              | C     | Ilias Chair        |
| 11 | Galles (bandiera)               | C     | Paul Smyth         |
| 13 | Scozia (bandiera)               | P     | Jordan Archer      |

| N. |                        | Ruolo | Calciatore           |
| -- | ---------------------- | ----- | -------------------- |
| 15 | Galles (bandiera)      | D     | Morgan Fox           |
| 17 | Inghilterra (bandiera) | C     | Andre Dozzell        |
| 18 | Inghilterra (bandiera) | C     | Taylor Richards      |
| 19 | Inghilterra (bandiera) | C     | Elijah Dixon-Bonner  |
| 21 | Francia (bandiera)     | D     | Ziyad Larkeche       |
| 22 | Suriname (bandiera)    | D     | Kenneth Paal         |
| 23 | Stati Uniti (bandiera) | A     | Charlie Kelman       |
| 24 | Guyana (bandiera)      | C     | Stephen Duke-McKenna |
| 29 | Inghilterra (bandiera) | D     | Aaron Drewe          |
| 30 | Irlanda (bandiera)     | C     | Sinclair Armstrong   |
| 32 | Inghilterra (bandiera) | P     | Joe Walsh            |
| 37 | Ghana (bandiera)       | C     | Albert Adomah        |